# Episodi di Nurse Jackie - Terapia d'urto (settima stagione)
La settima e ultima stagione della serie televisiva Nurse Jackie - Terapia d'urto è stata trasmessa in prima visione negli Stati Uniti dal canale via cavo Showtime dal 12 aprile al 28 giugno 2015.
In Italia la stagione è andata in onda in prima visione su Sky Atlantic, canale a pagamento della piattaforma satellitare Sky, dal 9 agosto al 13 settembre 2016.
| nº | Titolo originale            | Titolo italiano        | Prima TV USA   | Prima TV Italia   |
| -- | --------------------------- | ---------------------- | -------------- | ----------------- |
| 1  | Clean                       | Pulita                 | 12 aprile 2015 | 9 agosto 2016     |
| 2  | Deal                        | L'accordo              | 19 aprile 2015 | 9 agosto 2016     |
| 3  | Godfathering                | Cenerentola            | 26 aprile 2015 | 16 agosto 2016    |
| 4  | Nice Ladies                 | Brave donne            | 3 maggio 2015  | 16 agosto 2016    |
| 5  | Coop Out                    | Addio Coop             | 10 maggio 2015 | 23 agosto 2016    |
| 6  | High Noon                   | Lo sciopero            | 17 maggio 2015 | 23 agosto 2016    |
| 7  | Are You with Me, Doctor Wu? | Sei con me, dottor Wu? | 24 maggio 2015 | 30 agosto 2016    |
| 8  | Managed Care                | Festa di nozze         | 31 maggio 2015 | 30 agosto 2016    |
| 9  | Serviam in Caritate         | L'idolo                | 7 giugno 2015  | 6 settembre 2016  |
| 10 | Jackie and the Wolf         | L'udienza              | 14 giugno 2015 | 6 settembre 2016  |
| 11 | Vigilante Jones             | Vigilante Jones        | 21 giugno 2015 | 13 settembre 2016 |
| 12 | I Say a Little Prayer       | Al punto di partenza   | 28 giugno 2015 | 13 settembre 2016 |